# كلاوديا كارفان
كلاوديا كارفان (بالإنجليزية: Claudia Karvan)‏ هي ممثلة أسترالية ولدت في يوم 19 مايو 1972 في مدينة سيدني في أستراليا، عرفت بتمثيلها في مسلسل حياتنا السرية ومسلسل حب طريقتي وألتي كانت منتجة وكاتبة نص الفيلم.

## وصلات خارجية
- كلاوديا كارفان على موقع IMDb (الإنجليزية)
- كلاوديا كارفان على موقع روتن توميتوز (الإنجليزية)
- كلاوديا كارفان على موقع ألو سيني (الفرنسية)
- كلاوديا كارفان على موقع أول موفي (الإنجليزية)
- كلاوديا كارفان على موقع قاعدة بيانات الأفلام السويدية (السويدية)
- كلاوديا كارفان على موقع قاعدة بيانات الفيلم (الإنجليزية)
- كلاوديا كارفان على موقع كينوبويسك (الروسية)

- كلاوديا كارفان على قاعدة بيانات الأفلام على الإنترنت